# Las Coloradas, León
Las Coloradas är en ort i Mexiko.   Den ligger i kommunen León och delstaten Guanajuato, i den centrala delen av landet, 300 km nordväst om huvudstaden Mexico City. Las Coloradas ligger 1 968 meter över havet och antalet invånare är 647.
Terrängen runt Las Coloradas är kuperad åt nordost, men åt sydväst är den platt. Runt Las Coloradas är det tätbefolkat, med 442 invånare per kvadratkilometer. Närmaste större samhälle är León de los Aldama, 18,1 km väster om Las Coloradas. Trakten runt Las Coloradas består till största delen av jordbruksmark.